# 六堆客家文化園區
22°39′34″N 120°33′32″E / 22.6593999°N 120.5588501°E
六堆客家文化園區（全稱為客家委員會客家文化發展中心六堆客家文化園區）是客家委員會客家文化發展中心所屬園區，2001年7月動土，2007年10月20日開始試營運，2011年10月22日正式開園。

## 概述
六堆客家文化園區位於臺灣屏東縣內埔鄉，並於長治鄉及麟洛鄉交界，佔地約30公頃，主要展示臺灣客家文化。園區分成自然草原區、田園地景區、傘架客家聚落區及九香花園伯公區四大區域。
六堆園區保存與展示高雄市、屏東縣十二個客的客家生活風貌。
園區地標是六座傘架聚落式建築，表達了客家元素斗笠與紙傘意象，由建築師謝英俊所設計，並獲得2009年建築園冶獎。

## 外部連結
- 六堆客家文化園區-中文網 （页面存档备份，存于）
- 六堆客家文化園區 - 交通部觀光署 （页面存档备份，存于）
- 六堆客家文化園區的Facebook專頁 （页面存档备份，存于）